# Anat'oli Boisa
Anat'oli Boisa (in georgiano ანატოლი ბოისა?; Rustavi, 9 settembre 1983) è un ex cestista e allenatore di pallacanestro georgiano.

## Carriera
Con la Georgia ha disputato due edizioni dei Campionati europei (2011, 2017).

## Palmarès

### Giocatore
- Campionato georgiano: 5

BC Rustavi: 2006-07, 2007-08
Armia Tbilisi: 2010-11, 2011-12
Kutaisi: 2015-16

### Allenatore
- Campionato georgiano: 1

BC Rustavi: 2020-21